# Leopold Kohn
Leopold Kohn (8. dubna 1838, Světlá nad Sázavou – 23. října 1901 Mimoň) byl básník píšící česky pod pseudonymem Světelský.

## Život
Leopoldův otec Eliáš Kohn byl zemědělec a nájemce vinopalny ve Světlé nad Sázavou. V roce 1840 se rodina odstěhovala do Nové Vsi u Světlé. Leopold navštěvoval školu v Heřmanově Městci. Absolvoval židovské gymnázium v Německém Brodě (1851–1855) a pokračoval ve studiích filozofie na univerzitě v Praze. Pro hmotné nesnáze se však musel vzdát studií, byl po nějaký čas vychovatelem a nakonec se věnoval zemědělství. V roce 1869 se oženil a usadil se jako nájemce velkostatku ve Vlkanči. Narodilo se mu sedm dcer. Po roce 1880 se odstěhoval do Mimoně u České Lípy, kde si pronajal zemědělský dvůr s lihovarem o rozloze 231 ha. Zemřel v roce 1901 a byl pohřben na dnes již zaniklém židovském hřbitově v České Lípě.

## Dílo
"Leopold Kohn byl stoupencem českožidovského hnutí a patřil mezi propagátory myšlenky, že se mají židé i přes silnou germanizaci z dob Josefa II. a jeho následovníků přidat k národnímu obrození malého národa. Své cítění dával najevo především ve svých básních, otištěných v časopise Rodinná kronika a v Národních listech pod pseudonymem Světelský. Nejznámější se staly jeho básně Vy a my či Jordán a Vltava. Obsahem těchto básní je hledání cesty mezi českou a židovskou identitou."